# Alimentarea cu apă a orașului Hamburg

Lucrări de canalizare în Hamburg, pe la 1845

Asigurarea cu apă a orașului Hamburg a fost una din realizările moderne în premieră în Europa. În anul 1842 aproape o treime din centrul istoric a fost distrus de un incendiu. Cauza distrugerilor masive a fost instalația veche de apă, care n-a reușit să asigure pompierilor cantitatea necesară de apă. In decursul aceluiași an s-a început treptat construirea unei instalații și canalizări eficiente a orașului. Lucrările de construcție au fost terminate în anul 1848, dar se continuă și în prezent în cadrul extinderii și îmbunătățirii permanente a asigurării cu apă a orașului Hamburg. Azi există 18 stații de epurare a apei. Problema actuală a asigurării cu apă a orașului este în general problema orașelor mari: folosirea masivă a apei de către industrie, agricultură și pentru uzul casnic, la care se adaugă problema poluării apei cu metale grele și pesticide. Un alt pericol este reducerea suprafețelor destinate protecției apei freatice. În orașul Hamburg în prezent se poate asigura necesarul de apă al orașului, anual pompele absorb o cantitate de 125 miliarde de litri, în timp ce cantitatea de apă provenită din precipitații atinge 900 miliarde de litri pe an.